# Europa (Nationalhymne)
Europa (albanisch Evropa, serbisch Европа Evropa) ist die Nationalhymne der Republik Kosovo. Zur Unabhängigkeitserklärung am 17. Februar 2008 waren Flagge und Wappen bereits festgelegt. Vorläufige Nationalhymne wurde die Europahymne.

## Geschichte
Am 12. März 2008 wurde ein Wettbewerb ausgeschrieben, in dem sich Komponisten mit ihren Vorschlägen für die neue Hymne bewerben konnten. Zur Auswahl der Hymne wurde von der Regierung eine Kommission mit allen Parteivorsitzenden gebildet. Am 5. Juni 2008 gab der Vorsitzende der Verfassungskommission des kosovarischen Parlamentes Hajredin Kuçi bekannt, dass die Hymne mit dem Titel Evropa („Europa“) des kosovarischen Komponisten Mendi Mengjiqi die meisten Stimmen bekommen habe. Die Hymne wurde am 11. Juni 2008 vom kosovarischen Parlament mit 72 Stimmen, bei 14 Gegenstimmen und 5 Enthaltungen als künftige Nationalhymne bestätigt. Die neue Nationalhymne trat mit der Verabschiedung der Verfassung des Kosovo am 15. Juni 2008 in Kraft.
Der Ahtisaari-Plan sah vor, auf einen Text bewusst zu verzichten, um mögliche Konflikte mit ethnischen Minderheiten zu vermeiden. Deswegen besitzt die kosovarische Nationalhymne in der offiziellen Version keinen Text, auch wenn der Komponist Mengjiqi einen Text in gegischem Albanisch für die Hymne entworfen hat.

## Text
Der Text wurde von Mendi Mengjiqi entworfen, ist aber nur inoffiziell in Gebrauch:
| Albanischer Originaltext | Übersetzung |
| --- | --- |
| O mëmëdhe i dashur, vend i trimnisë Çerdhe e dashurisë N'ty shqipet fluturojnë dhe yjet ndriçojnë Vend i të parëvet tonë Ti qofsh bekue për jetë e mot O nënë e jonë Ne të dalim zot O mëmëdhe i dashur, vend i trimnisë Çerdhe e dashurisë | Geliebtes Mutterland, Land der Tapferkeit Nest der Liebe In dir fliegen die Adler und die Sterne leuchten Land unserer Vorfahren Du seiest gesegnet für alle Zeit und für immer Unsere Mutter Wir werden zum Herrn Geliebtes Mutterland, Land der Tapferkeit Nest der Liebe |